# Massimo Girotti
Massimo Girotti (* 18. Mai 1918 in Mogliano bei Macerata; † 5. Januar 2003 in Rom) war ein italienischer Schauspieler.

## Leben
Girotti studierte zunächst Ingenieurwesen und war ein erfolgreicher Wasserball- und Schwimmstar. 1939 wechselte er ins Filmfach. Er wurde rasch zu einem führenden Darsteller in Italien, nicht zuletzt wegen seines guten Aussehens und seiner Sportlichkeit. Er spielte in Filmen von Roberto Rossellini, Luchino Visconti und Vittorio De Sica. In den 1950er Jahren spielte Girotti in vielen Historien-, Sandalen-, Monumental- und religiösen Filmen. In den 1960er Jahren spielte er weiterhin vor allem in diesem Genre, nun aber vermehrt in Nebenrollen. In den 1970er Jahren konnte er in mehreren bedeutenden Filmen profilierten Nebenfiguren Leben verleihen. Zwischen 1940 und 2003 spielte Girotti in etwa 120 Film- und Fernsehproduktionen.

## Filmografie (Auswahl)
- 1940: Skandal um Dora (Dora Nelson) – Regie: Mario Soldati
- 1940: Walzer einer Nacht (Una romantica avventura) – Regie: Mario Camerini
- 1941: Tosca (La Tosca) – Regie: Carl Koch
- 1943: Besessenheit (Ossessione)
- 1943: Knock-Out (Harlem) – Regie: Carmine Gallone
- 1945: La porta del cielo – Regie: Vittorio De Sica
- 1947: Verlorene Jugend (Gioventù perduta) – Regie: Pietro Germi
- 1947: Tragische Jagd (Caccia tragica) – Regie: Giuseppe De Santis
- 1948: Kritische Jahre (Anni difficili) – Regie: Luigi Zampa
- 1948: Straßenträumereien (Molti sogni per le strade) – Regie: Mario Camerini
- 1949: Im Namen des Gesetzes (In nome della legge)
- 1949: Wenn die Liebe stirbt (Duello senza onore) – Regie: Camillo Mastrocinque
- 1949: Fabiola – Regie: Alessandro Blasetti
- 1950: Land der Sehnsucht
- 1950: Chronik einer Liebe (Cronaca di un amore)
- 1951: Geschlossene Gardinen (Persiane chiuse) – Regie: Luigi Comencini
- 1952: Il segreto delle tre punte – Regie: Carlo Ludovico Bragaglia
- 1952: Biancas Rache (Sul ponte dei sospiri) – Regie: Antonio Leonviola
- 1952: Es geschah Punkt 11 (Roma ore undici) – Regie: Giuseppe De Santis
- 1952: Am Rande der Großstadt (Al margini della metropoli) – Regie: Carlo Lizzani
- 1953: Die Liebe einer Frau (L’amour d’une femme) – Regie: Jean Grémillon
- 1953: Fluch der Schönheit (Un marito per Anna Zaccheo) – Regie: Giuseppe De Santis
- 1953: Spartacus, der Rebell von Rom (Spartaco) – Regie: Riccardo Freda
- 1953: Silvana (Vortice) – Regie: Raffaello Matarazzo
- 1954: Sehnsucht (Senso)
- 1955: Die Blume der Nacht (Marguerite de la nuit) – Regie: Claude Autant-Lara
- 1957: Rendezvous in Rom (Souvenir d'Italie) – Regie: Antonio Pietrangeli
- 1958: Ich begehre dich (Asphalte) – Regie: Hervé Bromberger
- 1958: Straße der Leidenschaft (La strada lunga un anno)
- 1959: Herodes – Blut über Jerusalem (Erode il grande) – Regie: Viktor Tourjansky
- 1959: Judith – Das Schwert der Rache (Giudetta a Oloferne)
- 1959: Wölfe in der Tiefe (Lupi nell’abisso) – Regie: Silvio Amadio
- 1959: Die Nächte sind voller Gefahren (Le notti dei teddy Boys) – Regie: Leopoldo Savona
- 1960: Das Schwert des roten Giganten (I giganti della Tessaglia)
- 1960: Die Nacht vor dem Gelübde (Lettere di una novizia) – Regie: Alberto Lattuada
- 1960: Aufstand der Tscherkessen (I cosacchi) – Regie: Viktor Tourjansky
- 1961: Romulus und Remus (Romolo e Remo)
- 1962: Das Gold der Cäsaren (Oro per i cesari) – Regie: Sabatino Ciuffini
- 1962: Kaiserliche Venus (Venere imperiale) – Regie: Jean Delannoy
- 1965: Im Reich des Kublai Khan (La fabuleuse aventure de Marco Polo)
- 1967: Hexen von heute (Le streghe) – Regie: Luchino Visconti
- 1968: Teorema – Geometrie der Liebe (Teorema)
- 1969: Das rote Zelt (La tenda rossa)
- 1969: Umarmung (Le sorelle) – Regie: Roberto Malenotti
- 1969: Medea
- 1971: Baron Blood (Gli orrori del castello di Norimberga)
- 1972: Der letzte Tango in Paris (Ultimo tango a Parigi)
- 1973: Die Gefräßigen (Les voraces)
- 1973: Diamantenpuppe (L'ultima chance)
- 1974: Cagliostro – Im Schatten des Todes (Cagliostro) – Regie: Daniele Pettinari
- 1975: Das Ultimatum läuft ab (Mark il poliziotto spara per primo) – Regie: Stelvio Massi
- 1976: Monsieur Klein (Mr. Klein)
- 1976: Die Unschuld (L'innocente)
- 1976: Agnes geht in den Tod (L'agnese va a morire) – Regie: Giuliano Montaldo
- 1981: Passion der Liebe (Passione d’amore) – Regie: Ettore Scola
- 1983: Ars Amandi – Die Kunst der Liebe (Ars amandi) – Regie: Walerian Borowczyk
- 1985: Quo Vadis? (Quo vadis?) (Fernseh-Miniserie)
- 1985: Leidenschaften (Interno Berlinese)
- 1985: Christopher Columbus
- 1989: Die Französische Revolution (La révolution française) (Fernseh-Mehrteiler)
- 1990: Der Erfolg ihres Lebens (Mademoiselle Ardel) (Fernsehfilm)
- 1991: Tödlicher Stoff (Dalla notte all'alba) (Fernsehfilm)
- 1994: Das Monster (Il mostro) – Regie: Roberto Benigni
- 1998: Sunset in Venice – Regie: Spiro Taraviras (Kurzfilm)
- 1999: Der Kardinal – Der Preis der Liebe (Fernsehfilm) – Regie: Berthold Mittermayr
- 2003: Das Fenster gegenüber (La finestra di fronte) – Regie: Ferzan Özpetek